# Шаповалов, Николай Афанасьевич
Николай Афанасьевич Шаповалов (род. 20 мая 1950 года на станции Тяжин Кемеровской области ) — учёный в области строительного материаловедения, доктор технических наук, профессор кафедры теоретической и прикладной химии Белгородского государственного технологического университета им. В.Г. Шухова, Заслуженный работник высшей школы Российской Федерации.

## Биография
Родился 20 мая 1950 года на станции Тяжин Кемеровской области.
После окончания средней школы №3 г. Белгорода поступил в Московский химико-технологический институт (МХТИ) им. Д.И. Менделеева.
Продолжил обучение в аспирантуре МХТИ, защитил диссертацию на соискание ученой степени кандидата технических наук.
С 1977 года работает в Белгородском государственном технологическом университете им. В.Г. Шухова.
Прошел путь от старшего преподавателя, доцента, зав. кафедрой физической и коллоидной химии до декана заочного факультета, начальника управления научно-исследовательских работ, заместителя первого проректора по научной деятельности, экономике и внешним связям.
В 2003-2010 годах – проректор по учебной работе. С 2010 по февраль 2019 года – первый проректор университета.

## Награды, премии и звания
- нагрудный знак «Почетный работник высшего профессионального образования РФ» (2001)
- орден М. Ломоносова (2007)
- нагрудный знак "Почетный работник науки и техники Российской Федерации" (2010)
- звание «Заслуженный работник высшей школы Российской Федерации» (2011)
- благодарность Министерства образования и науки РФ (2011)
- почетная грамота департамента образования, культуры и молодежной политики Белгородской области (2010).[4]

## Профессиональная и научная деятельность
Кандидатская диссертация по теме: «Реакционная способность аддендов в реакциях радикальной теломеризации олефинов изокислотами» была защищена в 1977 году, докторская диссертация: «Регулирование агрегативной устойчивости минеральных суспензий ароматическими олигомерными электролитами» в 1999 году.
Направления научной деятельности: регулирование агрегативной устойчивости и реологических свойств водных минеральных суспензий, синтез полифункциональных модификаторов, получение вяжущих низкой водопотребности, утилизация отходов химической промышленности.
Результаты научных исследований стали основой для разработок и внедрения установок по производству полифункциональных модификаторов бетонов, технологических линий по производству модифицированных бетонов на комбинате строительных материалов в г. Строитель Белгородской области и на заводе железобетонных изделий в г. Новороссийске.
Направление научно-педагогической деятельности: прикладные аспекты в фундаментальных дисциплинах.
Преподает учебные дисциплины: научные исследования, теория и практика органических соединений, коллоидная химия, химия, физико-химические методы анализа, органическая химия.
Является автором и соавтором более 150 научных работ, в.ч. 12 монографий; 15 патентов на изобретения. Под его руководством защищены 2 докторские и более 10 кандидатских диссертаций.
Действительный член Международной академии наук экологии и безопасности жизнедеятельности.

#### Основные научные и учебные издания
- Шаповалов, Н. А. Коллоидная химия: учебное пособие для студентов дневной и заочной форм обучения направления 18.03.01 – Химическая технология / Н. А. Шаповалов, О. А. Слюсарь. – Белгород: Издательство БГТУ им. В. Г. Шухова, 2017. – 121 с.
- Полуэктова, В. А. Введение в профессию. Технология и переработка полимеров : учебно-практическое пособие для студентов очной формы обучения направления 18.03.01-Химическая технология профиля "Технология и переработка полимеров" / В. А. Полуэктова, Н. А. Шаповалов. - Белгород : Издательство БГТУ им. В. Г. Шухова, 2017. - 98 с.
- Шаповалов, Н. А. Пластифицирующие добавки в бетоны: монография / Н. А. Шаповалов, В. А. Полуэктова. - Белгород : Издательство БГТУ им. В. Г. Шухова, 2016. - 128 с.
- Отходы переработки железосодержащих руд  –  ценное сырье для производства строительных материалов : монография / Н. А. Шаповалов [и др.]. - Белгород : Изд-во БГТУ им. В. Г. Шухова, 2014. –  225 с.
- Шаповалов, Н. А. Поверхностные явления и дисперсные системы: учебное пособие для студентов дневной и заочной форм обучения 240304 - Химическая технология тугоплавких неметаллических и силикатных материалов / Н. А. Шаповалов, В. А. Ломаченко, С. М. Ломаченко ; БГТУ им. В. Г. Шухова. – Белгород : Изд-во БГТУ им. В. Г. Шухова, 2014. – 107 с.
- Полуэктова В.А. Суперпластификатор на основе флороглюцинфурфурольных олигомеров для водных минеральных суспензий: монография / В.А. Полуэктова, Н.А. Шаповалов, А.А. Слюсарь // Белгород: Изд-во БГТУ им. В.Г. Шухова, 2012. – 108 с.
- Основы научных исследований : учеб. пособие для студентов специальности 270114 - Проектирование зданий и направления магистратуры 270800 - Стр-во профиля подготовки - Проектирование зданий / В. Н. Тарасенко, Ю. В. Денисова, И. А. Дегтев, Н. А. Шаповалов ; БГТУ им. В. Г. Шухова. - Белгород : Изд-во БГТУ им. В. Г. Шухова, 2012. – 113 с.
- Бетоны с полифункциональным суперпластификатором на основе легкой пиролизной смолы: монография / Н. А. Шаповалов, М. М. Косухин, А. А. Бабин, А. М. Косухин, В. А. Бабин. – Белгород : Изд-во БГТУ им. В. Г. Шухова, 2010. – 98 с.
- Шаповалов, Н. А. Вибропрессованные бетоны с суперпластификатором на основе резорцин-формальдегидных олигомеров: монография / Н. А. Шаповалов, Р. В. Лесовик, Ю. В. Денисова. – Белгород : Изд-во БГТУ им. В. Г. Шухова, 2006. – 132 с.
- Тикунова, И. В.  Практикум по аналитической химии и физико-химическим методам анализа: учебное пособие / И. В. Тикунова, Н. А. Шаповалов, А. И. Артеменко. – Москва : Высшая школа, 2006. – 207 с.
- Шаповалов, Н. А.  Смеси с высокой проникающей способностью для строительства укрепленных оснований автомобильных дорог с использованием отходов КМА : монография / Н. А. Шаповалов, Р. В. Лесовик, Е. И. Назаренко. – Белгород : Изд-во БГТУ им. В. Г. Шухова, 2005. – 92 с.[8]